# よっしー
よっしー（1974年12月2日 - ）は、東京都出身のものまねタレント。本名、田中 吉典（たなか よしのり）。ワシヤプロモーション所属。身長175cm、体重60kg、血液型はO型。既婚。草彅剛（元SMAP）のそっくりさんとして活動している。

## 来歴
2002年9月、『ものまねバトル』（日本テレビ）の1コーナー『ものまねスター誕生』への出演をきっかけに芸能界デビューを果たした。
芸能界デビュー後はニセSMAP軍団の一員として、出身番組『ものまねバトル』にレギュラー出演して草彅剛（SMAP）のものまねを披露。『ものまねバトル』終了後の2010年2月からはものまねSMAPのメンバーとして『爆笑そっくりものまね紅白歌合戦スペシャル』（フジテレビ）にレギュラー出演している。また、ものまね時のメイクが濃いため、司会の東野幸治から「ぬり絵」というあだ名を付けられた。
島田ひでとし・もっぷん・ジゴロー・スズケン（すいたんすいこう）と共にSMAPのそっくりさんユニットのSCRAPとしても活動している。
2012年7月22日、『FNS27時間テレビ 笑っていいとも!真夏の超団結特大号!!徹夜でがんばっちゃってもいいかな?』でマラソン中の草彅本人と、ものまねSMAPとしてテレビ初共演を果たした。
2015年2月18日発売のSMAPのシングル「ユーモアしちゃうよ」のミュージック・ビデオに、ものまねSMAPの1人として出演した。

## ものまねレパートリー
- 草彅剛（新しい地図）
  - 顔が草彅に似ていることからものまねをしている。
- 井上陽水
- 美空ひばり
- 吉川晃司
- 石井竜也（米米CLUB）
- 綾小路翔（氣志團）
- アニメシリーズ（ちびまる子ちゃん・ヤッターマン・ドラゴンボールZなど）

ほか

## 出演番組
- ものまねバトル（日本テレビ）
- 爆笑そっくりものまね紅白歌合戦スペシャル（フジテレビ）
- ナリキリ!（テレビ埼玉）
- ダウンタウンのガキの使いやあらへんで!!絶対に笑ってはいけない名探偵24時（日本テレビ）
- 72時間ホンネテレビ（AbemaTV）

ほか